# Cala Ferrera
Die Cala Ferrera ist ein Ort und eine Bucht im Osten der Baleareninsel Mallorca. 

## Lage und Beschreibung
Der Ort Cala Ferrera gehört zum Gebiet der Gemeinde Felanitx und befindet sich im Osten von Cala d’Or, das auf dem Gebiet der Gemeinde Santanyí liegt. Der Ort Cala Ferrara ist der Teil östlich der Avenida Felanitx rund um die Cala Ferrera und die Cala Serena. 

## Geschichte
Die Planung für eine Urbanisierung begann ab 1966. Der Ort wurde zwischen 1970 und 1973 auf einem Gebiet von 12,7 ha als Tourismus- und Ferienort errichtet. 1986 wurde eine Erweiterung in Sivines de Baix genehmigt. Hotels und Apartments haben zusammen etwa 4.000 Betten.

## Geographie
Die Bucht Cala Ferrera hat eine Breite von etwa 100 Metern und eine Länge von etwa 250. Rund um die Bucht liegen Hotels, Apartment- und Ferienhäuser.